# Федяевская
Федяевская — деревня в Вожегодском районе Вологодской области на реке Ючка.
Входит в состав Явенгского сельского поселения (с 1 января 2006 года по 9 апреля 2009 года входила в Марьинское сельское поселение), с точки зрения административно-территориального деления — в Марьинский сельсовет.
Расстояние до районного центра Вожеги по автодороге — 33 км, до центра муниципального образования Базы по прямой — 24 км. Ближайшие населённые пункты — Семёновская, Коротыгинская, Олеховская, Дорковская, Гора, Анциферовская.
По переписи 2002 года население — 39 человек (15 мужчин, 24 женщины). Всё население — русские.